# Aptosimeae
Aptosimeae es una tribu con cuatro géneros de plantas de flores perteneciente a la familia Scrophulariaceae.

## Géneros
- Anticharis Endl.
- Aptosimum Burch. ex Benth.
- Peliostomum E. Mey. ex Benth.
- Stemodiopsis